# Userin
Userin è un comune del Meclemburgo-Pomerania Anteriore, in Germania.
Appartiene al circondario della Seenplatte del Meclemburgo ed è parte della comunità amministrativa (Amt) di Neustrelitz-Land.

## Storia

### Simboli
Le stemma comunale è stato ufficialmente concesso il 17 gennaio 2023.
Le tre onde azzurre in punta allo scudo rappresentano i laghi Woblitzsee, Labussee e Useriner See. I sei calici sono ripresi dal blasone della famiglia von Dewitz (di rosso, a tre coppe, coperte, d'oro), legata alla storia di Userin. I calici rappresentano i sei villaggi del comune e rimandano anche al concerto di socialità e di solidarietà. Il tronco d'albero infiammato ricorda il disboscamento con il fuoco utilizzato dai primi coloni per ottenere terreni coltivabili, ma anche i tre forni di catrame che erano in funzione a Groß Quassow, Zwenzow e Voßwinkel.